# José Cuba
José Cuba Vázquez (ur. 15 kwietnia 1981) – hiszpański zapaśnik walczący w stylu wolnym. Jedenasty na mistrzostwach świata w 2009 roku.
Siódmy na mistrzostwach Europy w 2018. Zajął siedemnaste miejsce na igrzyskach europejskich w 2015. Piąty na igrzyskach śródziemnomorskich w 2009 i siódmy w 2005. Mistrz śródziemnomorski w 2016 i wicemistrz 2015 roku.